# Bukovany (okres Příbram)
Bukovany (německy Bukowan) jsou obec v okrese Příbram ve Středočeském kraji, asi 14 km jihovýchodně od Příbrami. Žije zde 113 obyvatel.
V bukovanském zámku sídlí Dětská odborná léčebna Ch. A. Masarykové.

## Historie
Počátky zdejšího zámku sahají do 14. století, kdy zde stála vladycká tvrz, z níž se zachovala pouze věž. První písemná zmínka o vsi pochází z roku 1318.
V období od počátků husitství až do bitvy na Bílé hoře patřily Bukovany rodu Bukovanských z Bukovan, jenž měl ve znaku stříbrnou konvici (pintu). Po nich získal Bukovany rod Morelů. Od roku 1808 vlastnil bukovanské panství Christian Brentano, bratr známého německého romantického spisovatele Clemense Brentana. Clemens jej navštěvoval a čerpal zde inspiraci pro své drama o mytické kněžně Libuši, které pod názvem Die Gründung Prags vyšlo v roce 1815.

## Obecní správa

### Části obce
- Bukovany (k. ú. Bukovany u Kozárovic)
- Sedlečko (k. ú. Bukovany u Kozárovic)

Sousedními obcemi sídla jsou Cetyně, Zbenice, Chraštice a Kozárovice.

### Územněsprávní začlenění
Dějiny územněsprávního začleňování zahrnují období od roku 1850 do současnosti. V chronologickém přehledu je uvedena územně administrativní příslušnost obce v roce, kdy ke změně došlo:
- 1850 země česká, kraj Plzeň, politický okres Březnice, soudní okres Mirovice[4]
- 1855 země česká, kraj Písek, soudní okres Mirovice
- 1868 země česká, politický okres Písek, soudní okres Mirovice
- 1939 země česká, Oberlandrat Tábor, politický okres Písek, soudní okres Mirovice[5]
- 1942 země česká, Oberlandrat Plzeň, politický okres Písek, soudní okres Mirovice[6]
- 1945 země česká, správní okres Písek, soudní okres Mirovice[7]
- 1949 Českobudějovický kraj, okres Písek[8]
- 1960 Středočeský kraj, okres Příbram
- 2003 Středočeský kraj, okres Příbram, obec s rozšířenou působností Příbram

### Členství ve sdruženích
Obec je členem MAS Podbrdsko z.s, jehož cílem  je rozvíjet venkovský region za pomoci dotací ze Strukturálních fondů EU z národních Operačních programů a dalších zdrojů.

## Pamětihodnosti
- Zámek Bukovany vzniklý postupnými přestavbami původně gotické tvrze ze 14. století[10]

## Doprava

### Dopravní síť
Do obce vedou silnice III. třídy. Železniční trať ani stanice či zastávka na území obce nejsou.

### Autobusová doprava 2024
Autobusovou dopravu v obci Bukovany zajišťuje společnost Arriva Střední Čechy. Obec je součástí Pražské integrované dopravy (PID). V obci se nachází zastávka Bukovany. V Sedlečku se autobusová zastávka nenachází. Autobusová linka 488 začíná v Příbrami a pokračuje přes Milín, Chraštice, Mirovice, Čimelice a Mirotice až do Písku, přičemž obsluhuje i další obce a vesnice na své trase.

## Turistika
Obcí vede modře značená turistická trasa Milín–Podholušice.